# Cocaine Piss
Cocaine Piss is een Luikse punkband die tot dusver twee singles in eigen beheer uitbracht (met artwork van Dennis Tyfus), en één volwaardig album, The Pool, dat twaalf nummers kent die tezamen nauwelijks een kwartier duren. Ook live-optredens duren soms kort.
De bandnaam Cocaine Piss ontstond tijdens een brainstormsessie waarin ze trachtten de walgelijkst mogelijke bandnaam te bedenken.
In februari 2016 begon de band zijn volwaardige debuutalbum op te nemen met producer Steve Albini in zijn Electric Audio-studio. The Dancer kwam op 30 september 2016 uit.
In 2016 speelde de band onder meer op het Dour Festival en Rock Herk, in 2017 speelde de band op Pukkelpop, Groezrock en de Lokerse Feesten.
Tot februari 2018 maakte Julien Diels deel uit van de band als bassist.

## Discografie

### Albums
- 2015 - The Pool
- 2016 - The Dancer
- 2019 - Passionate and Tragic

### Ep's
- 2016 - Sex Weirdos
- 2016 - Cosmic Bullshit
- 2017 - Piñacolalove